# 朱塞佩·德拉瓦莱
朱塞佩·德拉瓦莱（義大利語：Giuseppe Della Valle，1899年2月25日—1975年11月26日），意大利男子足球运动员，司职前锋。他曾代表意大利国奥队参加1924年夏季奥林匹克运动会足球比赛，获得第五名。